# Duendes del bacín
La leyenda de los duendes del bacín es la más popular y conocida de las narraciones sobre duendes en Costa Rica. Las historias acerca de los duendes, producto de la mezcla de las creencias indígenas sobre genios guardianes de la tierra con los tradicionales trasgos españoles, son variadas y abundantes en el folclor costarricense. Hay muchas historias acerca de sus travesuras en las casas, sus labores protegiendo a una familia favorita o perdiendo niños o incluso adultos entre los potreros y montañas. Entre los bribris, pueblo indígena de Costa Rica, ya existían, antes de la Conquista española, leyendas de espíritus que vivían en la montaña y en la vera de los ríos, y solían extraviar a los niños. Los trasgos y trastolillus de la mitología gallega, mitología asturiana y cántabra, en tanto, son conocidos como seres de carácter inquieto y travieso que solían penetrar en las casas y hacer desastres y en ocasiones, también hacer labores serviciales.
En su libro «Leyendas costarricenses», Elías Zeledón compila nueve versiones diferentes acerca de esta leyenda, todas sucedidas en diferentes sitios de la geografía costarricense, pero con grandes similitudes unas con otras.

## Descripción

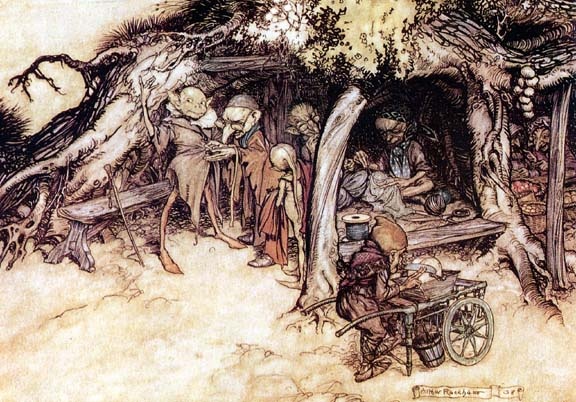
Ilustración de Arthur Rackham.

El duende tradicional costarricense es descrito como un pequeño humanoide de más o menos medio metro de altura, que viste lujosamente o de forma estrafalaria, usando trajes de colores chillones y una especie de boina o gorro en lugar de sombrero. En algunas historias se cuenta un número total de siete duendes, vestidos generalmente de azul, rojo, amarillo o verde, con una capilla o golilla del mismo color. Se cuelgan al cuello, además, ristras de ajo. Poseen barbas largas y orejas puntiagudas como las de los perros. En algunas versiones, se dice que tienen piernas de gallo, las cuales dejan huellas al revés, para no poder ser seguidos, y que es frecuente encontrarse estas huellas en los playones de los ríos. También se les puede ver jugando por los potreros o cafetales a altas horas de la noche. Los campesinos costarricenses decían que los duendes eran ángeles que habían seguido a Lucifer en su rebelión, pero que, arrepentidos en la puerta del Cielo, se habían quedado atorados a la mitad del camino, o sea, en la Tierra. Se creía que una forma de espantarlos de las casas era con música bien alta, porque les recordaba el Cielo y entonces, asustados, se marchaban.
Los duendes son juguetones y traviesos. Les gusta hacer pillerías, como perder a los niños o a veces, incluso a los adultos o a los animales como perros y reses. Secuestraban a los niños - a veces, engañándolos con confituras o juguetes bonitos, en otras, por la fuerza - para jugar con ellos y luego los devolvían, pero alguna que otra historia dice que se los llevaban para siempre. Pueden hacerse invisibles y mortificar a los inquilinos de una casa echándoles porquerías en la comida, apagando el fuego, tirando tizones ardientes, haciendo ruidos con las ollas por la noche, molestando a los animales domésticos o incluso, lanzando conjuros sobre la gente, como en una leyenda donde hacen crecer el cabello de una mujer hasta cubrirle todo el cuerpo.
A veces, los duendes se encariñan con una familia y proceden a ayudar en el oficio doméstico: barren la cocina, lustran el molendero, chorrean café, baten el chocolate, desenyugan los bueyes, pican vástago, reparten plátano entre los terneros, raspan la tapa de dulce, fungen como protectores de los niños y hasta le traen comida a los dueños de la casa. A estos se les conocía como duendes familiares o serviciales. Enmarcada en este último aspecto, es que se desarrolla la leyenda de los duendes del bacín.

## Leyenda
Una familia se fue a vivir a una casa en medio de un potrero donde, sin ellos saberlo, habitaban duendes. Ya establecidos allí, los duendes se enamoran de las hijas del dueño, y empiezan a hacer travesuras, sin dejar a los inquilinos vivir en paz. Cansados de las maldades de los duendes, la familia decide dejar sola la casa por unos meses, pero para que los duendes no se dieran cuenta y se fueran a la nueva casa, decidieron hacerlo al mediodía y en silencio. Echaron todas las cosas de la casa en una carreta y sin hacer ruido, se alejaron, cuando repentinamente, uno de los niños, que solía orinarse en las noches, exclama: «Dejamos el bacín»..., y es cuando se oye una vocecilla que echa una carcajada debajo de la carreta y dice: «¡adió, no se preocupe, que aquí lo llevamos!»